# Korsfæstelse
Korsfæstelse er en henrettelsesmetode, der især er kendt fra Romerriget. Den anvendtes på sørøvere, andre forbrydere, på slaver og udlændinge; ikke på romerske borgere. Selv om mange romere aldrig havde set en korsfæstelse, kendte alle dog til afstraffelsen, der blev anset som så brutal, at Cicero i Pro Rabirio omtaler det upassende i at nævne ordet "kors" i dannet samtale.

## Grækenland
I 440 f.Kr gik Athen ind på Milets side i en konflikt mellem Samos og Milet om kontrollen over bystaten Priene. Efter ni måneders belejring overgav Samos sig til den athenske flåde, og blev tvunget til at nedrive sine bymure og overlade sin flåde til Athen, samt betale en erstatning på 1.500 talenter. Dertil skal Perikles have beordret alle trierarker (officerer på krigsskibe) og marinesoldater henrettet ved korsfæstelse på torvet i Samos. Straffemetoden kaldtes apotympanismos. Efter ti dages korsfæstelse blev hovedskallen knust med køller, og den døde smidt udenfor bymuren uden begravelse. Apotympanismos var den ene af de to etablerede henrettelsesforme i Athen, og blev kun benyttet i særlig graverende tilfælde. Den anden var at tømme et bæger med saft af skarntyde, som Sokrates gjorde.

## Romerriget
Den dødsdømte (cruciarius) blev normalt klædt nøgen og derefter ført til retterstedet. Her blev han pisket. I mangel af autentiske afbildninger eller detaljerede skildringer af korsfæstelser ved vi ikke med sikkerhed, hvilken form de benyttede kors havde. Formentlig var der en eller flere pæle (latin stipes) fast opstillet på retterstedet. Forbryderen fik armene fastbundet eller fastnaglet til en tværstang (patibulum), som derefter løftedes op og fastgjordes til pælen, så hans fødder ikke kunne nå jorden.
Døden indtræder som følge af iltmangel, eller pga. en kombination af blodtab, tørst og chok. Iltmangel opstår, når personen hænges på korset uden støtte for fødderne eller en blok til at sidde på. Når armene strækkes til siden og opad, bliver brystkassen trukket ind, så lungerne ikke kan at udvide sig. Åndedrættet bliver derved utilstrækkeligt til at udskille kultveilten. Til sidst indtræder bevidstløshed, og derefter død. Normalt blev døden fremskyndet ved at personens ben blev knust, så han hurtigere sank sammen og tabte vejret. De korsfæstede blev sjældent gravlagt, men smidt i en bunke til rovfuglene havde ædt dem.
Den romerske general Crassus korsfæstede i 71 f.Kr. ca. 6.000 slaver, Spartacus havde samlet til oprør. I Judæa 4.000 oprørere korsfæstet i år 4 f.Kr. da en anden romersk general Varus nedkæmpede opstanden i Galilæa. Det gentog sig efter de store oprør mod romerne i år 70 og år 135. En død på korset oplevedes af jøderne som dobbelt skammelig, for i Det gamle testamente (Femte Mosebog 21:23) forbander Gud den, der dræbes på et træ: "for den, der er hængt på et træ, er en Guds forbandelse, og du må ikke gøre det land urent, som Herren din Gud vil give dig i eje." Desuden var den korsfæstede som regel nøgen.
Jesus Kristus fik ikke benene knust ved sin korsfæstelse. (Joh 19,32) En svamp med eddike blev rakt op til ham som hjælp mod tørsten. For romerne kan det have fortonet sig som en ekstra forhånelse, da en svamp med eddike, tørrede romerne sig med i mangel af toiletpapir.
Evangelisterne siger ikke, at Jesus var nøgen, men henvisningen til soldaterne, der kastede lod om hans tøj i Lukasevangeliet 23:34, kan være en diskret måde at få sagt på, at ikke engang Jesus blev sparet for den vanære: "Så delte de hans klæder ved at kaste lod om dem."

## Eksterne links
- http://khazarzar.skeptik.net/books/zias.pdf